# Prunus moritziana
Prunus moritziana är en rosväxtart som beskrevs av Emil Bernhard Koehne. Prunus moritziana ingår i släktet prunusar, och familjen rosväxter. Utöver nominatformen finns också underarten P. m. robusta.